# Donkerklauwzandgitje
Het donkerklauwzandgitje (Cheilosia psilophthalma) is een vliegensoort uit de familie van de zweefvliegen (Syrphidae). De wetenschappelijke naam van de soort is voor het eerst geldig gepubliceerd in 1894 door Becker.